# چیراکاهو (آریزونا)
چیراکاهو (به انگلیسی: Chiricahua) یک منطقهٔ مسکونی در ایالات متحده آمریکا است که در آریزونا واقع شده‌است. چیراکاهو ۱٬۴۲۵ متر بالاتر از سطح دریا واقع شده‌است.